# Relations entre l'Inde et la Syrie
Les relations entre l'Inde et la Syrie sont les relations internationales entre la république de l'Inde et la Syrie.

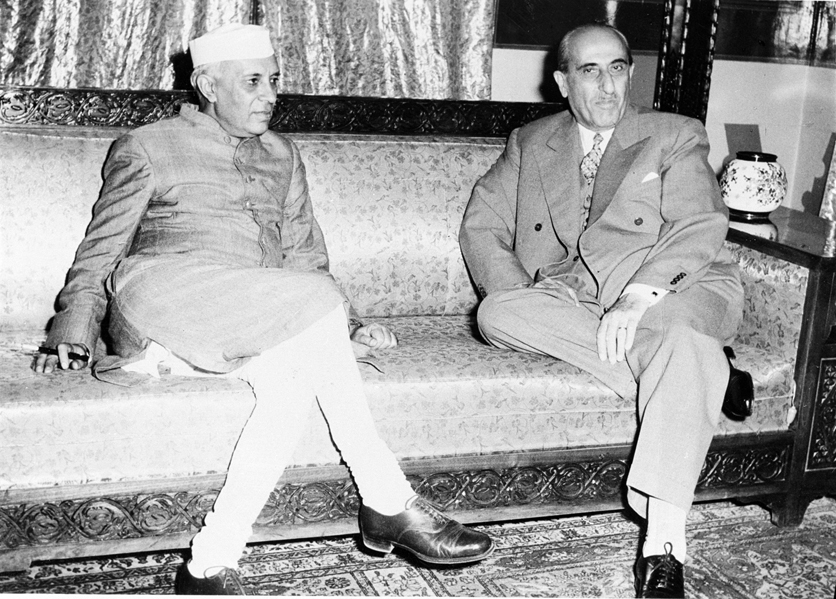
Jawaharlal Nehru et Choukri al-Kouatli à Damas (1956).